# 莎叶兰
莎叶兰（学名：Cymbidium cyperifolium）为兰科兰属下的一个种。

## 扩展阅读
- 維基物種上的相關：莎叶兰